# العنسية (السياني)

تعديل مصدري - تعديل

العنسية محلة تابعة لقرية عدن جود، التابعة لعزلة الهادس بمديرية السياني إحدى مديريات محافظة إب في الجمهورية اليمنية.، بلغ تعداد سكانها 226 حسب تعداد اليمن لعام 2004.